# Дело Тухачевского
Де́ло Тухаче́вского, или дело «антисоветской троцкистской военной организации» — дело по обвинению группы высших советских военачальников во главе с маршалом Советского Союза Михаилом Тухачевским в организации военного заговора с целью захвата власти. Дело стало началом массовых репрессий в РККА. Рядом советских, российских и зарубежных исследователей рассматривается как «сфабрикованное» в той или иной степени (см. раздел «Реабилитация»).
Закрытое заседание Специального судебного присутствия Верховного Суда СССР по делу состоялось 11 июня 1937 года. Все подсудимые были признаны виновными и расстреляны немедленно по вынесении приговора (Ян Гамарник застрелился накануне ареста). В 1957 году все обвиняемые были посмертно реабилитированы за отсутствием состава преступления.

## Фигуранты
По делу обвинялись:
- Маршал Советского Союза Михаил Тухачевский — бывший первый заместитель наркома обороны СССР, на момент ареста командующий войсками Приволжского военного округа;
- командармы 1-го ранга:
  - Иона Якир — командующий войсками Киевского ВО;
  - Иероним Уборевич — командующий войсками Белорусского ВО;
- командарм 2-го ранга Август Корк — начальник Военной академии имени М. В. Фрунзе;
- комкоры:
  - Роберт Эйдеман — председатель Центрального совета Осоавиахима;
  - Витовт Путна — военный атташе при полпредстве СССР в Великобритании;
  - Борис Фельдман — начальник Управления по командному и начальствующему составу РККА;
  - Виталий Примаков — заместитель командующего войсками Ленинградского ВО;

Также одним из участников заговора был объявлен армейский комиссар 1-го ранга Ян Гамарник — первый заместитель наркома обороны СССР, начальник Политуправления РККА, покончивший с собой 31 мая.

## Версия обвинения

### Формулировка обвинения

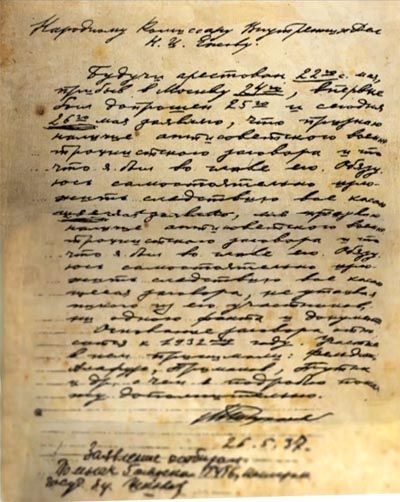
Признание маршала Тухачевского от 26 мая 1937 года о возглавлении военно-троцкистского заговора. На листе есть бурые пятна, которые позднейшая судебно-медицинская экспертиза идентифицировала как пятна крови

Согласно обвинительному заключению от 9 июня 1937 года, все обвиняемые являлись членами антисоветской троцкистской военной организации, связанной со Львом Троцким, его сыном Львом Седовым, осуждёнными в январе 1937 года Георгием Пятаковым и Леонидом Серебряковым, уже арестованными к тому времени Николаем Бухариным и Алексеем Рыковым, а также германским генеральным штабом.
Следственными органами было инспирировано, что целью организации был насильственный захват власти в СССР в обстановке военного поражения от Германии и Польши.
Список обвинений включал:
- передачу в 1932—1935 годах представителям германского Генштаба секретных сведений военного характера;
- разработку в 1935 году подробного оперативного плана поражения РККА на основных направлениях наступления германской и польской армий;
- подготовку террористических актов против членов Политбюро ЦК ВКП(б) и советского правительства;
- подготовку плана вооружённого «захвата Кремля» и ареста руководителей ЦК ВКП(б) и советского правительства.

Некоторые исследователи (например, Елена Прудникова и Александр Колпакиди) указывают на противоречивость обвинения и считают, что настоящей причиной процесса был не заговор с целью захвата власти, а выдвижение на первый план внешнего фактора в виде шпионажа в пользу Германии призвано было скомпрометировать обвиняемых в глазах их боевых товарищей из РККА. В частности, сам Тухачевский не признал обвинения в шпионаже.
За неделю до суда, 2 июня 1937 года, было созвано расширенное заседание Военного Совета при НКО СССР. О размахе мероприятия говорит то, что помимо членов Военного Совета, в заседании участвовало 116 приглашённых. С объяснением позиции правительства по «делу Тухачевского» перед армейской общественностью выступил Иосиф Сталин. Своё выступление он начал словами:

Товарищи, в том, что военно-политический заговор существовал против Советской власти, теперь, я надеюсь, никто не сомневается. Факт, такая уйма показаний самих преступников и наблюдения со стороны товарищей, которые работают на местах, такая масса их, что несомненно здесь имеет место военно-политический заговор против Советской власти, стимулировавшийся и финансировавшийся германскими фашистами.

Сталин подчеркнул схожесть обвинений в адрес группы Тухачевского со случившимся годом ранее военным мятежом в Испании, с которым советские военные советники были знакомы на практике.

### Предварительное расследование и суд
В 1929—1934 годах информация о наличии в РККА оппозиционных настроений во главе с Тухачевским поступала от дочери генерала Андрея Зайончковского, в 1932 году — от агента «Сюрприз» (Адольф Хайровский), в 1932—1934 годах — от агента «Илинич», а в 1933—1936 годах — от агента «Венера». Тем не менее эта информация из недр спецслужб стала известна правительству только после записки Артура Артузова в январе 1937 года.
Органы ОГПУ при проведении операции «Трест» и аналогичной операции «Синдикат-4» распространяли за границей и в СССР ложные мнения о том, что большинство бывших царских офицеров, служивших в то время в РККА, значительное число советских военнослужащих и даже воинских частей враждебно относится к Советской власти и ждёт момента, чтобы принять участие в совершении контрреволюционного переворота в СССР. Агенты ОГПУ с ведома ответственных сотрудников ОГПУ сообщали белоэмигрантам и иностранным разведкам сведения о Тухачевском и других видных военных деятелях как о лицах, якобы враждебно относящихся к Советской власти.

На допросе 25 мая 1939 года сотрудник ИНО НКВД Игорь Кедров, говоря об отношении Артузова к сообщениям из Германии, показал: 
Он говорил, что имя Тухачевского легендировалось по многим делам КРО ОГПУ как заговорщика бонапартистского типа. И нет никакой уверенности, что наша же дезинформация, нами направленная в польскую или французскую разведку, не стала достоянием немецкой разведки, а теперь из немецких источников попадает обратно к нам. Существование заговора в СССР, в особенности в Красной армии, едва ли возможно, говорил Артузов. 
Первые фигуранты дела — В. Путна и В. Примаков — были арестованы в связи с другим делом. В судебном процессе по делу Антисоветского объединённого троцкистско-зиновьевского центра (21—23 августа 1936 года) они были названы участниками армейской «военно-троцкистской организации».
Тем не менее до мая 1937 года арестованные Путна и Примаков не называли никаких новых имён. Также и К. Б. Радек (ранее согласившийся выступить с разоблачениями и показаниями против кого угодно) на судебном заседании от 24 января 1937 года отрицал связь Тухачевского с оппозицией.
Исходя из этого, нарком обороны СССР Климент Ворошилов на заседании Пленума ЦК ВКП(б) от 23 февраля 1937 года уверял присутствующих:

<…> В армии к настоящему моменту вскрыто пока не так много врагов. Говорю — к счастью, надеясь, что в Красной армии врагов вообще немного. Так оно и должно быть, ибо в армию партия посылает лучшие свои кадры; страна выделяет самых здоровых и крепких людей.

В конце января поступила записка Артура Артузова о донесениях «Сюрприза» в 1932 году. 11 марта 1937 года арестован командующий Уральским ВО комкор Илья Гарькавый, который сразу начал давать признательные показания. Очень кстати 12 апреля во вскрытой чекистами японской дипломатической почте военный атташе Японии в Польше якобы отчитывается об установлении «связи» с Тухачевским.
15 апреля состоялось первое перемещение — Фельдман был переведён на должность помощника командующего Московским ВО. 22 апреля Политбюро отменило поездку Тухачевского за границу. С 22 по 27 апреля некие показания на группу Тухачевского дают арестованные руководители НКВД Марк Гай, Георгий Прокофьев, Захар Волович, Рудольф Петерсон (при этом в суде их показания не использовались). Основные события, связанные с арестом и следствием по делу обвиняемых: перемещения на новые места службы, аресты, признательные показания и самоубийство Яна Гамарника, происходят 2—31 мая. А 2 июня Сталин выступает на расширенном заседании Военного совета.
7 июня 1937 года вышел Приказ НКО СССР № 072 «Обращение к армии по поводу раскрытия НКВД предательской контрреволюционной военно-фашистской организации в РККА».
Критики «дела Тухачевского» указывают на скоротечность суда и исполнения приговора — следствие заняло меньше месяца, судебное заседание прошло через 2 дня после утверждения обвинительного заключения, заняло всего один день, а через несколько часов после вынесения приговора он был приведён в исполнение. При этом судебное заседание было закрытым, подсудимые — лишены права и на защиту, и на обжалование приговора. Подозрительно в приговоре от 11 июня 1937 года и то, что он целиком основан только на признательных показаниях подсудимых.
Кроме того, приговор содержит многочисленные внутренние противоречия, в частности, в отношении мотива преступления. Из приговора не ясно, явились ли основным мотивом «бонапартистские» амбиции самого Тухачевского, стремившегося стать военным диктатором, или заговор составлялся с целью прихода к власти «троцкистско-зиновьевско-бухаринской» оппозиции в ВКП(б), или же заговор был организован враждебными к СССР иностранными государствами, и если да, то какими (Польшей, Германией или Японией)? Представляется крайне маловероятным, чтобы все эти факторы могли иметь место одновременно.
Все эти недостатки судебного процесса вызывали у многих наблюдателей и последующих исследователей сомнения в обоснованности приговора, заставляли подозревать в незаконных методах получения показаний или в их искусной фабрикации.

Исследователь Ю. Н. Жуков отмечает искусственную раздутость дела, привязку к нему большого количества лиц, которые не могли иметь ничего общего с предполагавшиися «заговором». По мнению историка, такая раздутость происходила из карьерных амбиций Ежова и его окружения, чью методику ведения следствия он называет «формально-биографической». 

Славу позволяло стяжать <…> превращение давнего, известного практически единицам, намерения дворцового переворота в только что раскрытый, обширный и широко разветвлённый военный заговор. Для этого требовалось объединить дела всех уже находившихся на Лубянке военнослужащих в звании от полковника и выше, изменив ранее предъявленные им обвинения. Забыть о том, что В. М. Примаков и В. К. Путна ещё в августе 1935 года признали себя участниками «боевой группы троцкистско-зиновьевской организации»; М. И. Гай, Г. Е. Прокофьев и З. И. Волович дали в апреле 1937 года показания о связях Ягоды с М. Н. Тухачевским, А. И. Корком, Б. М. Шапошниковым и другими; А. С. Енукидзе и Р. А. Петерсон взяли на себя и организацию, и руководство подготовкой переворота. И найти нечто объединяющее не только уже арестованных, но и тех потенциальных жертв, которым только предстояло «признаться». Таким же общим для них являлась служба в РККА прежде всего с 1918 по 1924 годы, когда председателем Реввоенсовета Республики и наркомом по военным и морским делам являлся Л. Д. Троцкий <…>. Даже то, что и Евдокимов, и Пятаков уже были приговорены к высшей мере наказания на августовском и январском «московских» процессах, в глазах Ежова служило лишним подтверждением давних «связей» их с Тухачевским, а того — с Троцким. Такую цепочку можно было выстраивать любой длины <…>.
Публицисты просталинского толка (например, Елена Прудникова) считают, что спешку можно объяснить исключительно тем, что заговор военных действительно существовал и представлял реальную опасность для правительства (как на аналог, они ссылаются на расправу с участниками заговора против Гитлера в 1944 году).

## Версия защиты

### Предыстория
Обвиняемые принадлежали к группе высших советских военачальников, отрицательно оценивавших деятельность Климента Ворошилова на посту наркома обороны. Они считали, что в условиях подготовки СССР к большой войне некомпетентность Ворошилова отрицательно сказывается на процессе технической и структурной модернизации Красной армии.
Аналогичное дело разрабатывалось ОГПУ ещё в 1930 году: утверждалось, что группа крупных военачальников во главе с Тухачевским готовит захват власти и убийство Сталина (показания были получены у арестованных преподавателей Военной академии Н. Е. Какурина и И. А. Троицкого). Но Сталин не дал ему хода. В середине октября того же года была проведена очная ставка Тухачевского с Какуриным и Троицким; Тухачевский был признан невиновным.

### Немецкая версия
По воспоминаниям Вальтера Шелленберга, в начале 1937 года через белогвардейского генерала Николая Скоблина в руки шефа «полиции безопасности» III Рейха Рейнхарда Гейдриха попал ряд документов, раскрывающих существование в среде высших офицеров РККА оппозиции Сталину.
Гейдрих решил прощупать возможные связи между генералитетами вермахта и РККА, несмотря на опасения руководителя разведывательного бюро при германском МИДе Курта Янке о возможности двойной игры со стороны Скоблина (было известно, что жена Скоблина певица Надежда Плевицкая поддерживает связи с ГПУ).
Тем не менее, Гитлер решил не раскручивать связи вермахта и РККА в Германии, а передать документы в СССР, добавив несколько бумаг, которые должны были убедить Сталина, что между руководством вермахта и РККА существует сговор. Для большей достоверности были разыграны ночные нападения на архив вермахта и управление военной разведки.
Доказательства существования контактов между вермахтом и РККА действительно были обнаружены, хотя и не имели серьёзного объёма. Таким образом бумаги Скоблина и документы, похищенные из архива вермахта, должны были убедить Сталина, что в РККА существует некий «фашистский заговор», целью которого является переворот и уничтожение самого Сталина, вкупе с установлением прогерманского режима в Москве.
Посредником для переговоров выступил президент Чехословакии Эдвард Бенеш, собственноручно написавший письмо Сталину. В Москве отреагировали быстро, предложив работать напрямую через посольство в Берлине. К удивлению немцев, Сталин предложил заплатить за документы. Гейдрих запросил 3 млн золотом. В начале мая 1937 года спецпосланник из Москвы, заплатив потребованные Гейдрихом миллионы, вывез документы в СССР. По данным советского разведчика Л. Треппера, эти документы были сфальсифицированы.

Германский стальной магнат Фриц Тиссен связывал деятельность двух военачальников, Тухачевского и Вернера фон Фрича: 
Фрич всегда поддерживал идею союза с Россией, хотя и не с коммунистической Россией. Были предприняты попытки установить связь между Фричем и русским генералиссимусом Тухачевским. Оба стремились свергнуть диктатуру в своих странах. 
Английский историк Второй мировой войны Джон Эриксон (John Erickson) отмечает, что нет фактов, подтверждающих предательскую связь Тухачевского с немцами, но признаёт, что есть документы из Министерства иностранных дел Германии, подтверждающие неофициальное общение Тухачевского с германским генералитетом.
По служебному положению Тухачевский принимал участие в военном сотрудничестве между СССР и Германией в 1922—1933 годы и в 1932 году посетил большие манёвры в Германии.
Альтернативная версия
Зимой 1936—1937 годов двойной агент НКВД белый генерал Скоблин сообщил Гейдриху, что Тухачевский готовит заговор с целью свержения Сталина. Никаких доказательств этому не было, и Гейдрих, переговорив с Гиммлером и шефом гестапо Мюллером, принялся их фабриковать.
Для этого Мюллер предоставил Гейдриху несколько уголовников из концлагеря, опытных в подделке документов, и в специально организованной небольшой лаборатории были сфабрикованы два досье с записками и подписями маршала Тухачевского.
Сами подписи были подлинными, изменялись лишь даты документов на 1935 и 1936 годы. Одно досье было отправлено прямо в Москву, а второе для большего правдоподобия передано президенту Чехословакии Э. Бенешу через чешского военного атташе в Париже.
Далее Бенеш переправил это досье Сталину «в качестве жеста доброй воли» (как он писал в своих мемуарах в Париже в 1954 году). Для большей убедительности одно из досье содержало поддельный рукописный приказ Гитлера с распоряжением постоянно наблюдать за немецкими генералами, которые могли вступать в контакты с Тухачевским.

### Следствие и суд
Примаков и Путна были арестованы в августе 1936 года, остальные обвиняемые — в мае 1937 года. Ян Гамарник застрелился накануне ареста.
Следствие длилось менее месяца, вёл его следователь З. М. Ушаков-Ушимирский, впоследствии так же репрессированный и расстрелянный.
Для Тухачевского следствие началось с трёх очных ставок 25 мая, после которых он потребовал дополнительных.
Протоколы допросов отсылались лично Сталину.
Тухачевский собственноручно написал отчёт о военных планах своей группы на 143 страницах, в котором сослался на «План поражения» Уборевича и собственные показания о вредительской деятельности, изложенные особо. Ни тот, ни другой документ не опубликованы.
11 июня дело было рассмотрено в порядке, установленном постановлением ЦИК и СНК СССР от 1 декабря 1934 года, то есть в закрытом судебном заседании без присутствия защитников и без права обжалования.
Приговор был вынесен Специальным судебным присутствием Верховного Суда СССР в составе: армвоенюрист Василий Ульрих, маршалы Василий Блюхер и Семён Будённый, командармы Яков Алкснис, Борис Шапошников, Иван Белов, Павел Дыбенко и Николай Каширин, комдив Елисей Горячев. Пятеро из них (кроме Ульриха, Будённого, Шапошникова и Горячева — тот, по некоторым данным, застрелился, опасаясь ареста, в 1938 году) впоследствии сами стали жертвами репрессий и были расстреляны в течение 1938 года.
Сохранилась стенограмма судебного заседания, имевшая гриф «совершенно секретно» и рассекреченная позднее. Имеется также записка С. Будённого, в которой говорится, что все подсудимые признали себя виновными, и что лишь Тухачевский в своём выступлении поначалу пытался опровергнуть свои показания, которые он давал на предварительном следствии, но в конце концов виновным себя признал.
Все обвиняемые были приговорены к расстрелу с конфискацией имущества и лишением воинских званий. Приговор был приведён в исполнение сразу по завершении суда в ночь на 12 июня 1937 года в здании Военной коллегии Верховного Суда СССР. Руководил расстрелом комендант НКВД В. М. Блохин.

### Свидетельства современников
На Киевской окружной партийной конференции 1937 мы, делегаты, заметили, что И. Э. Якир, всегда весёлый и жизнерадостный, выглядел за столом президиума сосредоточенным и угрюмым.
<…> через несколько дней нам стало известно, что Якир был арестован как участник «заговорщицкой группы Тухачевского». Для меня это был ужасный удар. Якира я знал лично и уважал его. Правда, в глубине души ещё теплилась надежда, что это — ошибка, что разберутся и освободят. Но об этом говорили между собой только очень близкие люди.

(Герой Советского Союза, генерал армии А. В. Горбатов [militera.lib.ru/memo/russian/gorbatov/index.html «Так было»])

## Последствия
Дело Тухачевского стало началом широкомасштабных репрессий в РККА. В ходе этих репрессий погибли, в том числе, и все члены «специального присутствия», кроме Ульриха, Будённого и Шапошникова. Также не был репрессирован Горячев, который умер в декабре 1938 года, однако существует и версия о самоубийстве ввиду опасения репрессий.
Дело вызвало широкую международную реакцию. Так, немецкий журнал «Верфронт» в 1937 писал:
После суда <…> Сталин распорядился расстрелять восемь лучших командиров РККА. Так закончился краткий период реорганизации командования Красной армии <…>. Военная квалификация была принесена в жертву политике и безопасности большевистской системы.

«Дело Тухачевского» послужило поводом правительству предоставить широкие полномочия НКВД на разоблачение «заговоров» по всей стране.

#### Реабилитация
Определением от 31 января 1957 года (Определение номер 4н-0280/57 Военной Коллегии Верховного Суда СССР) все подсудимые были оправданы и реабилитированы за отсутствием состава преступления. В основе нового решения лежали данные о том, что признательные показания подсудимых, на которых был основан обвинительный приговор, получены с использованием пыток, избиений и других «преступных методов проведения следствия». В Определении, в частности, говорится: «Военная коллегия Верховного Суда СССР, изучив материалы дела и дополнительной проверки, считает бесспорно установленным, что уголовное дело в отношении Тухачевского, Корка, Якира и других по обвинению их в антисоветской деятельности было сфальсифицировано».
Для расследования обстоятельств дела ЦК КПСС создал комиссию под руководством члена Президиума ЦК КПСС, председателя Комиссии партийного контроля Николая Шверника. В состав комиссии также входили Александр Шелепин и Владимир Семичастный, оба занимавшие пост Председателя КГБ СССР в годы работы комиссии. В 1964 году комиссия изложила результаты своей работы в справке, направленной на имя Первого секретаря ЦК КПСС Никиты Хрущёва. В заключении комиссии отмечается, что обвиняемые были арестованы «в нарушение Конституции СССР, вопреки требованиям уголовных и уголовно-процессуальных законов, без санкции прокурора или постановления суда, по прямому произволу Сталина и Ежова. В деле нет объективных доказательств, подтверждающих совершение кем-либо из обвиняемых государственных преступлений. Обвинения в этих преступлениях являются ложными и базируются лишь на противоречивых „признательных“ показаниях арестованных, навязанных им работниками НКВД преступными методами проведения следствия по делу».

## В искусстве
- В 1943 году в США вышел фильм «Миссия в Москву» (Mission to Moscow) — хроника впечатлений о Советском Союзе американского посла Дэвиса, его встреч со Сталиным, и его общая точка зрения на отношения СССР и Соединенных Штатов. В фильме показана точка зрения, что заговор генералов всё-таки был.
- Дело Тухачевского, в той или иной степени, освещается в телесериалах 2004 года — «Дети Арбата», снятом по произведениям Анатолия Рыбакова, и «Московская сага», снятом по трилогии Василия Аксёнова.
- В 2010 году был снят российский сериал «Тухачевский. Заговор маршала» в котором была обыграна популярная версия, что заговор военных против Сталина имел место: Тухачевский объединил вокруг себя своих соратников и командующих войсками среди которых были очень яркие и весомые люди, в дополнение к этому у него был сильный профессиональный конфликт с Ворошиловым. Фильм транслировался по центральным телеканалам России[33].